# Toczek (góra)
Toczek (dawniej niem. Rollenberg, po 1945 r. również Rolnogóra) – góra ze szczytem na wysokości 713 m n.p.m. znajdująca się w Masywie Śnieżnika w Sudetach, na terenie Śnieżnickiego Parku Krajobrazowego w pobliżu Miedzygórza.

## Geografia, geologia i przyroda
Toczek wyrasta z południowo-zachodniego stoku Lesieńca ponad doliną rzeki Wilczka w pobliżu wodospadu oraz jej prawego dopływu. Zbudowany jest ze gnejsów, należących do metamorfiku Lądka i Śnieżnika, które na południowym i południowo-wschodnim stoku tworzą efektownie opadające skałki, m.in. "Skalną Bramę" i "Basztę". Stoki Toczka porasta dolnoreglowy las świerkowy z domieszkami innych gatunków. Okolice szczytu tworzą łąki górskie przechodzące w Polanę Śnieżną, a na ich skraju znajduje się Ogród Bajek.

## Turystyka
Zboczami góry przechodzą dwa piesze szlaki turystyczne:
- czerwony główny szlak sudecki z Międzygórza do schroniska PTTK "Na Śnieżniku",
- żółty szlak z Międzygórza na Igliczną